# Драмфанк
Драмфа́нк (англ. drumfunk) — поджанр жанра драм-н-бейс.
Основной акцент в драмфанке делается на сложность ударных партий, «фанковость» и виртуозность их звучания. Также подстиль отличается глубоко эзотеричной, психоделичной, мрачной атмосферой и нетипичным для современного драм-н-бейса пренебрежением к техно-звучанию. Часто в драмфанке появляются элементы эмбиента и даунтемпо. В композициях нередко используются живые ударные, вырезанные из старых записей в стиле фанк.

## Ведущие лейблы
- 13 Music (артисты: Alaska, Fanu, Macc, Fracture & Neptune, The Fix)
- Arctic Music (артисты: Alaska, Seba)
- Bassbin Records (артисты: Breakage, Equinox, Fracture & Neptune, Seba & Paradox, Senses)
- Breakin (артисты: Fanu, Breakage, Equinox, Fracture & Neptune, Polska, Macc)
- Counter Intelligence (артисты: Alpha Omega, Macc, Polska, Paradox, Pieter K, Resound)
- Esoteric Recordings (артисты: Nucleus, Paradox)
- Inperspective Records (артисты: Breakage, Equinox, Fracture & Neptune, Polska, Survival)
- Outsider (артисты: DJ Trax, Fracture & Neptune, Macc, Paradox)
- Offshore Recordings (артисты: Deep Blue, Fanu, Graphic, Sileni, Pieter K)
- Paradox Music (артисты: Seba, Paradox)
- Scientific Wax (артисты: Equinox, Nolige, Dub One, Nebula, Reactiv, El Segundo, D-Fect, Social Engineer)
- Secret Operations (артисты: Seba, Paradox, Lenk)
- Subtle Audio Recordings (артисты: Alpha Omega, Fracture & Neptune, Fanu, Equinox)

## Ведущие исполнители
- Alaska/Paradox
- ASC
- Breakage
- Equinox
- E-Z Rollers
- DJ Trax
- Fanu
- Fracture & Neptune
- Macc
- Nic TVG
- Nucleus
- Profane
- Seba